# The Christmas Album (album av Lynn Anderson)
The Christmas Album är ett julalbum av Lynn Anderson, släppt 1971.
Det var hennes första julalbum, och släpptes på skivmärket Columbia och var väldigt framgångsrikt. Albumet nådde som högst 13:e plats på "Billboard 200" (hennes högsta placering på den listan), men det tog sig inte in på listan "Top Country Albums", trots hennes karriär som countrysångerska. Lynn Anderson hade haft en listtoppande country- och pophit med "(I Never Promised You A) Rose Garden", vilket antas förklara de höga placeringarna på "Billboard 200". Dessutom tilldelades albumet en guldskiva av RIAA.
Albumet består av 11 julsånger från 1950- och 60-talen, bland andra Bobby Helms' "Jingle Bell Rock" och Gene Autry's "Rudolph the Red-Nosed Reindeer". Lynn Anderson spelade 2002 in julalbumet Home for the Holidays, där några av sångerna genomgick nyinspelningar, även om det mesta materialet var nytt.

## Låtlista
1. "Ding-a-Ling the Christmas Bell"
2. "Jingle Bell Rock"
3. "The Spirit of Christmas"
4. "Rudolph the Red-Nosed Reindeer"
5. "Soon It Will Be Christmas Day'
6. "I Saw Mommy Kissing Santa Claus"
7. "Rockin' Around the Christmas Tree"
8. "Mr. Mistletoe"
9. "A Whistle and a Whisker Away"
10. "Frosty the Snowman"
11. "Don't Wish Me Merry Christmas"